# Vejrupgård
Vejrupgård er en gammel herregård, som nævnes første gang i 1300 og kaldt Vetorp. Gården ligger i Marslev Sogn, Bjerge Herred, Kerteminde Kommune. Hovedbygningen er opført i 1614. Vejrupgård blev i 2011 købt af parret Sofie Simon og Kristian Viekilde efter at have stået uberørt hen i 30-40 år.
Vejrupgård Gods har været under renovering siden 2011 og fremstår nu næsten som i fordums tid.
Parret har to børn, Astrid Viekilde Simon (f. 2009) & Karl Viekilde Simon (f. 2011).
Vejrupgård er på 6,6 hektar park og omgivende skov. Øvrige dele af det hidtidige område ejes bl.a af Sanderumgård.
Bebyggelsen Vejruplund, beliggende ved Marslev Stationsby, er opkaldt efter Vejrupgård.

## Ejere af Vejrupgård
- (1300-1330) Henrik af Gleichen
- (1330-1458) Forskellige Ejere
- (1458-1470) Hans Foged
- (1470-1494) Enke Fru Kirsten Foged
- (1494) Sophie Hansdatter Foged gift Ulfeldt
- (1494-1510) Jens Stigsen Ulfeldt
- (1510-1546) Hans Jensen Ulfeldt
- (1546-1552) Gertrud Hansdatter Ulfeldt gift (1) Oldeland (2) Ulfeldt
- (1552-1590) Ulfeldt Christophersen Ulfeldt
- (1590-1596) Slægten Ulfeldt
- (1596-1614) Corfitz Ulfeldt
- (1614-1626) Jacob Ulfeldt
- (1626-1656) Mogens Kaas
- (1656-1667) Bjørn Mogensen Kaas
- (1667-1699) Hans Schrøder von Løwenhielm
- (1699-1734) Hans Brockenhuus von Løwenhielm
- (1734-1762) Erik Hansen Brockenhuus von Løwenhielm
- (1762-1781) Hans Eriksen Brockenhuus von Løwenhielm
- (1781-1851) Hans Frederik Johan Hansen Brockenhuus von Løwenhielm
- (1851-1868) Johan Bülow Hansen Brockenhuus von Løwenhielm
- (1868-1880) Enke Fru Brockenhuus von Løwenhielm
- (1880-1885) Sagførerkonsortium
- (1885-1909) Sophus Holger Gustav Vind
- (1909-1918) Ove Holger Christian Vind (søn)
- (1918-1920) P. Christensen
- (1920-1921) Christian Hansen Due
- (1921-1927) C. J. V. Perch-Nielsen
- (1927-1945) Th. J. Lindekilde
- (1945-1975) J. Chr. E. Simonsen
- (1975-2008) Ketty Maud Simonsen
- (2008-2011) Carsten Krøier Madsen
- (2011-) Erik Ove Carl John Emil Vind (jorden 102,4 hektar)[3]
- (2011-) Kristian Viekilde & Sofie Simon (hovedbygningen + parken)